# バルクル・カザフ自治県
バルクル・カザフ自治県（バルクル-カザフ-じちけん、ウイグル語：باركۆل قازاق ئاپتونوم ناھىيىسى、中国語：巴里坤哈萨克自治县）は、中華人民共和国新疆ウイグル自治区クムル市に位置する自治県。カザフ族による自治行政区のひとつである。

## 概況
バルクル・カザフ自治県は新疆ウイグル自治区の北東部にあり、北をモンゴルと国境で接している。中華人民共和国におけるカザフ自治県3ヶ所のうちの一つで、政府による貧困対策重点県となっている。全国12ヶ所のみの辺境苦難六類地区に2006年に選定されている。県内のモンゴルとの国境長は313.4キロメートル。年間開業の国境事務所、老爺廟口岸が設置されており、中蒙貿易の重要開放貿易区の一つとなっている。
総面積は3.84平方キロ。全県面積の66%は山地である。県内人口は約10.5万人、漢族、カザフ族、ウイグル族、モンゴル族など13の民族が居住している。うちカザフ族の割合は35.8%である。県内には69330部隊が駐留し、新疆生産建設兵団十三師紅山農場と哈密地区伊吾馬場がある。

## 地理
北はモンゴル国と接し、南は伊州区、東は伊吾県、西は昌吉回族自治州モリ・カザフ自治県に隣接する。
バルクル・カザフ自治県の地形の特徴は「三峡両盆」と呼ばれ、新疆の縮図とも呼ばれる。温帯大陸性冷涼乾燥気候、ステップ気候で、平均海抜1650メートル。冬は厳寒、夏は涼しくさわやか、明るく四季は明確ではない。年平均気温は1℃、最高気温35℃、最低気温-43.6℃。無霜期98 - 104日。年降水量約200ミリ前後で、蒸発量1638ミリである。

## 歴史
1954年10月1日に自治県となった。

## 経済
バルクル・カザフ自治県の経済は資源型工業、農牧業、観光業が主体である。主要農産品は、馬鈴薯、大路菜、大麦、小麦、晚熟哈密瓜、牛肉、羊肉、キャメルミルク等がある。その中でも、バルクルの「力坤」ブランド牛羊肉やジャガイモが国家「緑色食品」認証を取得している。その他主要な産業は、石炭、風力発電、芒硝、硫酸ナトリウム、原油、金などがある。
バルクルはラクダと馬の飼育で有名である。バルクルの馬は中国中で知られている。ラクダの数の多さは中国で他に類を見ず、「千の駱駝の里」と称される。

## 行政区画
5鎮、7郷を管轄：
- 鎮：バルクル鎮（巴里坤鎮）、ブルチュンチ鎮（博爾羌吉鎮）、大河鎮、クイス鎮（奎蘇鎮）、サルショク鎮（三塘湖鎮）
- 郷：サルチョカ郷（薩爾喬克郷）、キョルヤカ郷（海子沿郷）、下澇壩郷、石人子郷、花園郷、チョン・クリンチェリ郷（大紅柳峡郷）、八墻子郷

## 2000年国勢調査における民族別人口
| 民族       | 人口   | 比率   |
| ---------- | ------ | ------ |
| 漢族       | 55,169 | 64.18% |
| カザフ族   | 29,236 | 34.01% |
| モンゴル族 | 1,173  | 1.36%  |
| 回族       | 164    | 0.19%  |
| ウイグル族 | 134    | 0.16%  |
| 満州族     | 26     | 0.03%  |
| タタール族 | 22     | 0.03%  |
| オロス族   | 11     | 0.01%  |
| 彝族       | 9      | 0.01%  |
| その他     | 20     | 0.02%  |